# Élections départementales de 2021 dans la Manche
Les élections départementales dans la Manche ont lieu les 20 et 27 juin 2021.

## Contexte départemental

### Assemblée départementale sortante
Avant les élections, le conseil départemental de la Manche est présidé par Marc Lefèvre (Divers droite).
Il comprend 54 conseillers départementaux issus des 27 cantons de la Manche.
| Président du conseil départemental   |       |       |      |                             |
| Marc Lefèvre (DVD)                   |       |       |      |                             |
| Parti                                | Sigle | Sigle | Élus | Groupes                     |
| Majorité (40 sièges)                 |       |       |      |                             |
| Divers droite                        |       | DVD   | 28   | Majorité départementale     |
| Les Républicains                     |       | LR    | 5    | Majorité départementale     |
| Union des démocrates et indépendants |       | UDI   | 3    | Majorité départementale     |
| Divers centre                        |       | DVC   | 3    | Majorité départementale     |
| Agir                                 |       | Agir  | 1    | Majorité départementale     |
| Opposition (14 sièges)               |       |       |      |                             |
| Parti socialiste                     |       | PS    | 8    | Socialistes et républicains |
| Divers gauche                        |       | DVG   | 6    | Socialistes et républicains |

## Système électoral
Les élections ont lieu au scrutin majoritaire binominal à deux tours. Le système est paritaire : les candidatures sont présentées sous la forme d'un binôme composé d'une femme et d'un homme avec leurs suppléants (une femme et un homme également).
Pour être élu au premier tour, un binôme doit obtenir la majorité absolue des suffrages exprimés et un nombre de suffrages au moins égal à 25 % des électeurs inscrits. Si aucun binôme n'est élu au premier tour, seuls peuvent se présenter au second tour les binômes qui ont obtenu un nombre de suffrages au moins égal à 12,5 % des électeurs inscrits, sans possibilité pour les binômes de fusionner. Est élu au second tour le binôme qui obtient le plus grand nombre de voix.

## Résultats à l'échelle du département

### Résultats par nuances
Les nuances utilisées par le ministère de l'Intérieur ne tiennent pas compte des alliances locales.
| Binômes                  | Binômes                             | Binômes                  | Premier tour | Premier tour | Premier tour | Second tour | Second tour   | Second tour | Total | +/-           |  |
| Binômes                  | Binômes                             | Binômes                  | Voix         | %            | Sièges       | Voix        | %             | Sièges      | Total | +/-           |  |
| ------------------------ | ----------------------------------- | ------------------------ | ------------ | ------------ | ------------ | ----------- | ------------- | ----------- | ----- | ------------- |  |
|                          | Divers droite                       | DVD                      | 36 655       | 31,36        | 0            | 40 399      | 35,56         | 28          | 28    | en stagnation |  |
|                          | Divers centre                       | DVC                      | 22 755       | 19,47        | 0            | 33 816      | 29,76         | 10          | 10    | 10            |  |
|                          | Rassemblement national              | RN                       | 19 965       | 17,08        | 0            | 4 002       | 3,52          | 0           | 0     | en stagnation |  |
|                          | Divers gauche                       | DVG                      | 17 810       | 15,24        | 0            | 14 995      | 13,20         | 8           | 8     | 4             |  |
|                          | Divers                              | DIV                      | 6 891        | 5,90         | 0            | 9 012       | 7,93          | 4           | 4     | 4             |  |
|                          | Union à gauche avec des écologistes | UGE                      | 4 509        | 3,86         | 0            | 4 868       | 4,28          | 0           | 0     | en stagnation |  |
|                          | Parti socialiste                    | SOC                      | 1 758        | 1,50         | 0            | 2 232       | 1,96          | 2           | 2     | 8             |  |
|                          | Union à gauche                      | UG                       | 1 467        | 1,26         | 0            | 1 674       | 1,47          | 2           | 2     | 2             |  |
|                          | Parti communiste français           | COM                      | 1 443        | 1,23         | 0            | 1 025       | 0,90          | 0           | 0     | en stagnation |  |
|                          | Union au centre et à droite         | UCD                      | 1 184        | 1,01         | 0            |             |               |             | 0     | en stagnation |  |
|                          | Les Républicains                    | LR                       | 1 138        | 0,97         | 0            | 1 595       | 1,40          | 0           | 0     | 4             |  |
|                          | Écologiste                          | ECO                      | 1 113        | 0,95         | 0            |             |               |             | 0     | en stagnation |  |
|                          | Gilets jaunes                       | GJ                       | 197          | 0,17         | 0            | 0           | en stagnation |             |       |               |  |
|                          |                                     |                          |              |              |              |             |               |             |       |               |  |
| Suffrages exprimés       | Suffrages exprimés                  | Suffrages exprimés       | 116 885      | 94,22        |              | 113 618     | 91,68         |             |       |               |  |
| Votes blancs             | Votes blancs                        | Votes blancs             | 4 987        | 4,02         | 7 335        | 5,92        |               |             |       |               |  |
| Votes nuls               | Votes nuls                          | Votes nuls               | 2 184        | 1,76         | 2 972        | 2,40        |               |             |       |               |  |
| Total                    | Total                               | Total                    | 124 056      | 100          | 0            | 123 925     | 100           | 54          | 54    | en stagnation |  |
| Abstentions              | Abstentions                         | Abstentions              | 255 669      | 67,33        |              | 255 839     | 67,37         |             |       |               |  |
| Inscrits / participation | Inscrits / participation            | Inscrits / participation | 379 725      | 32,67        | 379 764      | 32,63       |               |             |       |               |  |

### Assemblée départementale élue
| Président du conseil départemental |       |       |      |                                 |
| Jean Morin (DVD)                   |       |       |      |                                 |
| Parti                              | Sigle | Sigle | Élus | Groupes                         |
| Majorité (40 sièges)               |       |       |      |                                 |
| Divers droite                      |       | DVD   | 29   | Majorité départementale         |
| Les Républicains                   |       | LR    | 7    | Majorité départementale         |
| Divers centre                      |       | DVC   | 4    | Majorité départementale         |
| Opposition (14 sièges)             |       |       |      |                                 |
| Parti socialiste                   |       | PS    | 6    | Unis pour une Manche de progrès |
| Divers gauche                      |       | DVG   | 4    | Unis pour une Manche de progrès |
| La République en marche            |       | LREM  | 1    | Unis pour une Manche de progrès |
| MoDem                              |       | MoDem | 1    | Unis pour une Manche de progrès |
| Divers centre                      |       | DVC   | 1    | Unis pour une Manche de progrès |
| Divers gauche                      |       | DVG   | 1    | Sans étiquette                  |

### Élus par canton
Le scrutin est marqué par une grande stabilité. La majorité sortante perd le canton de Coutances au profit des centristes de gauche mais gagne celui de Cherbourg-en-Cotentin-3.
| Canton                         | Conseiller Sortant         | Parti | Parti | Conseiller élu           | Parti | Parti |
| ------------------------------ | -------------------------- | ----- | ----- | ------------------------ | ----- | ----- |
| Agon-Coutainville              | Gabriel Daube              |       | UDI   | Isabelle Bouyer Maupas   |       | DVD   |
| Agon-Coutainville              | Dominique Larsonneur-Morel |       | Agir  | Damien Pillon            |       | DVD   |
| Avranches                      | Catherine Brunaud-Rhyn     |       | LR    | Catherine Brunaud-Rhyn   |       | LR    |
| Avranches                      | Antoine Delaunay           |       | LR    | Antoine Delaunay         |       | LR    |
| Bréhal                         | Patricia Lecomte           |       | DVD   | Valérie Coupel-Beaufils  |       | DVD   |
| Bréhal                         | Alain Navarret             |       | DVD   | Alain Navarret           |       | DVD   |
| Bricquebec-en-Cotentin         | Françoise Lerossignol      |       | DVD   | Damien Ferey             |       | DVD   |
| Bricquebec-en-Cotentin         | Christophe Davenet         |       | DVD   | Françoise Lerossignol    |       | DVD   |
| Carentan-les-Marais            | Maryse Le Goff             |       | DVD   | Maryse Le Goff           |       | DVD   |
| Carentan-les-Marais            | Marc Lefèvre               |       | DVD   | Hervé Marie              |       | DVD   |
| Cherbourg-en-Cotentin-1        | Frédéric Bastian           |       | PS    | Emmanuelle Bellée        |       | PS    |
| Cherbourg-en-Cotentin-1        | Anna Pic                   |       | PS    | Pierre-François Lejeune  |       | PS    |
| Cherbourg-en-Cotentin-2        | Karine Duval               |       | PS    | Karine Duval             |       | PS    |
| Cherbourg-en-Cotentin-2        | Sébastien Fagnen           |       | PS    | Thierry Letouzé          |       | DVG   |
| Cherbourg-en-Cotentin-3        | Marie-Odile Féret          |       | PS    | Isabelle Fontaine        |       | LR    |
| Cherbourg-en-Cotentin-3        | Franck Tison               |       | PS    | Axel Fortin Lariviere    |       | DVC   |
| Cherbourg-en-Cotentin-4        | Dominique Hébert           |       | PS    | Dominique Hébert         |       | PS    |
| Cherbourg-en-Cotentin-4        | Odile Lefaix-Véron         |       | PS    | Odile Lefaix-Véron       |       | PS    |
| Cherbourg-en-Cotentin-5        | Madeleine Dubost           |       | PS    | Stéphanie Coupé          |       | DVG   |
| Cherbourg-en-Cotentin-5        | Gilles Lelong              |       | PS    | Gilles Lelong            |       | PS    |
| Condé-sur-Vire                 | Michel de Beaucoudrey      |       | DVD   | Michel de Beaucoudrey    |       | DVD   |
| Condé-sur-Vire                 | Marie-Pierre Fauvel        |       | DVD   | Marie-Pierre Fauvel      |       | DVD   |
| Coutances                      | Jean-Dominique Bourdin     |       | UDI   | Grégory Galbadon         |       | LREM  |
| Coutances                      | Anne Harel                 |       | DVD   | Sonia Larbi              |       | DVC   |
| Créances                       | Chantal Barjol             |       | DVD   | Hedwige Collette         |       | DVD   |
| Créances                       | Jean Morin                 |       | DVD   | Jean Morin               |       | DVD   |
| Granville                      | Sylvie Gâté                |       | DVD   | Sylvie Gâté              |       | DVD   |
| Granville                      | Jean-Marc Julienne         |       | UDI   | Yvan Taillebois          |       | DVD   |
| La Hague                       | Yveline Druez              |       | DVG   | Jean-Marc Frigout        |       | DVG   |
| La Hague                       | Jean-Paul Fortin           |       | DVG   | Nathalie Madec           |       | DVG   |
| Isigny-le-Buat                 | Marie-Hélène Fillâtre      |       | DVD   | Franck Esnouf            |       | LR    |
| Isigny-le-Buat                 | Jean-Paul Ranchin          |       | DVD   | Jessie Orvain            |       | DVD   |
| Le Mortainais                  | Serge Deslandes            |       | LR    | Lydie Brionne            |       | DVD   |
| Le Mortainais                  | Valérie Normand            |       | DVD   | Hervé Desserouer         |       | DVD   |
| Les Pieux                      | Frédérique Boury           |       | DVG   | Frédérique Boury         |       | DVG   |
| Les Pieux                      | François Rousseau          |       | DVG   | Benoît Fidelin           |       | MoDem |
| Pont-Hébert                    | Jean-Claude Braud          |       | DVD   | Jean-Claude Braud        |       | DVD   |
| Pont-Hébert                    | Nicole Godard              |       | DVD   | Nicole Godard            |       | DVD   |
| Pontorson                      | André Denot                |       | DVD   | André Denot              |       | DVD   |
| Pontorson                      | Valérie Nouvel             |       | DVD   | Valérie Nouvel           |       | DVD   |
| Quettreville-sur-Sienne        | Maryse Hédouin             |       | DVC   | Hervé Agnès              |       | DVD   |
| Quettreville-sur-Sienne        | Jean-Claude Heurtaux       |       | DVD   | Dany Ledoux              |       | DVD   |
| Saint-Hilaire-du-Harcouët      | Jacky Bouvet               |       | DVD   | Jacky Bouvet             |       | DVD   |
| Saint-Hilaire-du-Harcouët      | Carine Mahieu              |       | LR    | Carine Grasset-Mahieu    |       | LR    |
| Saint-Lô-1                     | François Brière            |       | DVD   | Philippe Gosselin        |       | LR    |
| Saint-Lô-1                     | Adèle Hommet-Lelièvre      |       | DVD   | Adèle Hommet             |       | DVD   |
| Saint-Lô-2                     | Brigitte Boisgerault       |       | DVD   | Brigitte Boisgerault     |       | DVD   |
| Saint-Lô-2                     | Mathieu Johann-Lepresle    |       | DVC   | Matthieu Lebrun          |       | DVC   |
| Valognes                       | Christèle Castelein        |       | DVD   | Christèle Castelein      |       | DVD   |
| Valognes                       | Jacques Coquelin           |       | DVD   | Jacques Coquelin         |       | DVD   |
| Val-de-Saire                   | Christine Lebacheley       |       | DVD   | Daniel Denis             |       | DVC   |
| Val-de-Saire                   | Jean Lepetit               |       | DVC   | Brigitte Léger-Lepaysant |       | DVC   |
| Villedieu-les-Poêles-Rouffigny | Philippe Bas               |       | LR    | Philippe Bas             |       | LR    |
| Villedieu-les-Poêles-Rouffigny | Martine Lemoine            |       | DVD   | Martine Lemoine          |       | DVD   |

## Résultats par canton
Les binômes sont présentés par ordre décroissant des résultats au premier tour. En cas de victoire au second tour du binôme arrivé en deuxième place au premier, ses résultats sont indiqués en gras.

### Canton d'Agon-Coutainville
| Candidats                | Candidats                  | Partis                   | Nuance                   | Premier tour | Premier tour | Second tour | Second tour |
| Candidats                | Candidats                  | Partis                   | Nuance                   | Voix         | %            | Voix        | %           |
| ------------------------ | -------------------------- | ------------------------ | ------------------------ | ------------ | ------------ | ----------- | ----------- |
|                          | Isabelle Bouyer Maupas     | DVD                      | DVD                      | 1 904        | 36,11        | 3 151       | 62,17       |
|                          | Damien Pillon              | DVD                      | DVD                      | 1 904        | 36,11        | 3 151       | 62,17       |
|                          | Laurent Huet               | EÉLV                     | UGE                      | 1 333        | 25,28        | 1 917       | 37,83       |
|                          | Gaëlle Vérove              | PCF                      | UGE                      | 1 333        | 25,28        | 1 917       | 37,83       |
|                          | Dominique Larsonneur-Morel | DVD                      | UCD                      | 1 184        | 22,45        |             |             |
|                          | Stéphane Launey            | UDI                      | UCD                      | 1 184        | 22,45        |             |             |
|                          | Ophélie Flamand            | RN                       | RN                       | 852          | 16,16        |             |             |
|                          | Laurent Samson             | RN                       | RN                       | 852          | 16,16        |             |             |
|                          |                            |                          |                          |              |              |             |             |
| Suffrages exprimés       | Suffrages exprimés         | Suffrages exprimés       | Suffrages exprimés       | 5 273        | 94,35        | 5 068       | 91,55       |
| Votes blancs             | Votes blancs               | Votes blancs             | Votes blancs             | 213          | 3,81         | 321         | 5,80        |
| Votes nuls               | Votes nuls                 | Votes nuls               | Votes nuls               | 103          | 1,84         | 147         | 2,66        |
| Total                    | Total                      | Total                    | Total                    | 5 589        | 100          | 5 536       | 100         |
| Abstention               | Abstention                 | Abstention               | Abstention               | 9 800        | 63,68        | 9 831       | 63,97       |
| Inscrits / participation | Inscrits / participation   | Inscrits / participation | Inscrits / participation | 15 389       | 36,32        | 15 367      | 36,03       |

### Canton d'Avranches
| Candidats                | Candidats                | Partis                   | Nuance                   | Premier tour | Premier tour | Second tour | Second tour |
| Candidats                | Candidats                | Partis                   | Nuance                   | Voix         | %            | Voix        | %           |
| ------------------------ | ------------------------ | ------------------------ | ------------------------ | ------------ | ------------ | ----------- | ----------- |
|                          | Catherine Brunaud-Rhyn   | LR                       | DVD                      | 2 339        | 40,16        | 3 051       | 54,71       |
|                          | Antoine Delaunay         | LR                       | DVD                      | 2 339        | 40,16        | 3 051       | 54,71       |
|                          | Christian Cossec         | DVC                      | DVC                      | 1 829        | 31,40        | 2 526       | 45,29       |
|                          | Florence Grandet         | DVC                      | DVC                      | 1 829        | 31,40        | 2 526       | 45,29       |
|                          | Bernard Allain           | RN                       | RN                       | 894          | 15,35        |             |             |
|                          | Michelle Desgranges      | RN                       | RN                       | 894          | 15,35        |             |             |
|                          | Clarisse Lescure         | LFI                      | DVG                      | 565          | 9,70         |             |             |
|                          | Viktor Maës              | EÉLV                     | DVG                      | 565          | 9,70         |             |             |
|                          | Peggy Dirou              | GJ                       | GJ                       | 197          | 3,38         |             |             |
|                          | Yvan Touquette           | GJ                       | GJ                       | 197          | 3,38         |             |             |
|                          |                          |                          |                          |              |              |             |             |
| Suffrages exprimés       | Suffrages exprimés       | Suffrages exprimés       | Suffrages exprimés       | 5 824        | 94,41        | 5 577       | 90,96       |
| Votes blancs             | Votes blancs             | Votes blancs             | Votes blancs             | 251          | 4,07         | 394         | 6,43        |
| Votes nuls               | Votes nuls               | Votes nuls               | Votes nuls               | 94           | 1,52         | 160         | 2,61        |
| Total                    | Total                    | Total                    | Total                    | 6 169        | 100          | 6 131       | 100         |
| Abstention               | Abstention               | Abstention               | Abstention               | 11 341       | 64,77        | 11 380      | 64,99       |
| Inscrits / participation | Inscrits / participation | Inscrits / participation | Inscrits / participation | 17 510       | 35,23        | 17 511      | 35,01       |

### Canton de Bréhal
| Candidats                | Candidats                | Partis                   | Nuance                   | Premier tour | Premier tour | Second tour | Second tour |
| Candidats                | Candidats                | Partis                   | Nuance                   | Voix         | %            | Voix        | %           |
| ------------------------ | ------------------------ | ------------------------ | ------------------------ | ------------ | ------------ | ----------- | ----------- |
|                          | Valérie Coupel-Beaufils  | DVD                      | DVC                      | 1 804        | 32,26        | 2 616       | 50,31       |
|                          | Alain Navarret           | DVD                      | DVC                      | 1 804        | 32,26        | 2 616       | 50,31       |
|                          | Fabienne Chaumat-Drugeon | DVC                      | DVC                      | 1 730        | 30,94        | 2 584       | 49,69       |
|                          | Stéphane Stil            | DVC                      | DVC                      | 1 730        | 30,94        | 2 584       | 49,69       |
|                          | Florence Filuzeau        | GÉ                       | ECO                      | 1 113        | 19,90        |             |             |
|                          | Jonas Massieu            | EÉLV                     | ECO                      | 1 113        | 19,90        |             |             |
|                          | Marcel Chasle            | RN                       | RN                       | 945          | 16,90        |             |             |
|                          | Aurore Pierronne         | RN                       | RN                       | 945          | 16,90        |             |             |
|                          |                          |                          |                          |              |              |             |             |
| Suffrages exprimés       | Suffrages exprimés       | Suffrages exprimés       | Suffrages exprimés       | 5 592        | 94,72        | 5 200       | 89,22       |
| Votes blancs             | Votes blancs             | Votes blancs             | Votes blancs             | 228          | 3,86         | 482         | 8,27        |
| Votes nuls               | Votes nuls               | Votes nuls               | Votes nuls               | 84           | 1,42         | 146         | 2,51        |
| Total                    | Total                    | Total                    | Total                    | 5 904        | 100          | 5 828       | 100         |
| Abstention               | Abstention               | Abstention               | Abstention               | 10 265       | 63,49        | 10 347      | 63,97       |
| Inscrits / participation | Inscrits / participation | Inscrits / participation | Inscrits / participation | 16 169       | 36,51        | 16 175      | 36,03       |

### Canton de Bricquebec-en-Cotentin
| Candidats                | Candidats                | Partis                   | Nuance                   | Premier tour | Premier tour | Second tour | Second tour |
| Candidats                | Candidats                | Partis                   | Nuance                   | Voix         | %            | Voix        | %           |
| ------------------------ | ------------------------ | ------------------------ | ------------------------ | ------------ | ------------ | ----------- | ----------- |
|                          | Damien Ferey             | DVD                      | DVD                      | 2 655        | 74,64        | 2 748       | 77,15       |
|                          | Françoise Lerossignol    | DVD                      | DVD                      | 2 655        | 74,64        | 2 748       | 77,15       |
|                          | Emmanuel Regnouf         | RN                       | RN                       | 902          | 25,36        | 814         | 22,85       |
|                          | Géraldine Chappe         | RN                       | RN                       | 902          | 25,36        | 814         | 22,85       |
|                          |                          |                          |                          |              |              |             |             |
| Suffrages exprimés       | Suffrages exprimés       | Suffrages exprimés       | Suffrages exprimés       | 3 557        | 91,84        | 3 562       | 92,86       |
| Votes blancs             | Votes blancs             | Votes blancs             | Votes blancs             | 232          | 5,99         | 207         | 5,40        |
| Votes nuls               | Votes nuls               | Votes nuls               | Votes nuls               | 84           | 2,17         | 67          | 1,75        |
| Total                    | Total                    | Total                    | Total                    | 3 873        | 100          | 3 836       | 100         |
| Abstention               | Abstention               | Abstention               | Abstention               | 9 969        | 72,02        | 10 007      | 72,29       |
| Inscrits / participation | Inscrits / participation | Inscrits / participation | Inscrits / participation | 13 842       | 27,98        | 13 843      | 27,71       |

### Canton de Carentan-les-Marais
| Candidats                | Candidats                | Partis                   | Nuance                   | Premier tour | Premier tour | Second tour | Second tour |
| Candidats                | Candidats                | Partis                   | Nuance                   | Voix         | %            | Voix        | %           |
| ------------------------ | ------------------------ | ------------------------ | ------------------------ | ------------ | ------------ | ----------- | ----------- |
|                          | Maryse Le Goff           | DVD                      | DVD                      | 2 401        | 48,14        | 2 918       | 61,54       |
|                          | Hervé Marie              | DVD                      | DVD                      | 2 401        | 48,14        | 2 918       | 61,54       |
|                          | Amélie David             | DVG                      | DVG                      | 1 418        | 28,43        | 1 824       | 38,46       |
|                          | Yohann Letouzé           | EÉLV                     | DVG                      | 1 418        | 28,43        | 1 824       | 38,46       |
|                          | Laëtitia Fily            | RN                       | RN                       | 1 169        | 23,44        |             |             |
|                          | Franck Simon             | RN                       | RN                       | 1 169        | 23,44        |             |             |
|                          |                          |                          |                          |              |              |             |             |
| Suffrages exprimés       | Suffrages exprimés       | Suffrages exprimés       | Suffrages exprimés       | 4 988        | 95,26        | 4 742       | 91,93       |
| Votes blancs             | Votes blancs             | Votes blancs             | Votes blancs             | 147          | 2,81         | 284         | 5,51        |
| Votes nuls               | Votes nuls               | Votes nuls               | Votes nuls               | 101          | 1,93         | 132         | 2,56        |
| Total                    | Total                    | Total                    | Total                    | 5 236        | 100          | 5 158       | 100         |
| Abstention               | Abstention               | Abstention               | Abstention               | 10 781       | 67,31        | 10 860      | 67,80       |
| Inscrits / participation | Inscrits / participation | Inscrits / participation | Inscrits / participation | 16 017       | 32,69        | 16 018      | 32,20       |

### Canton de Cherbourg-en-Cotentin-1
| Candidats                | Candidats                | Partis                   | Nuance                   | Premier tour | Premier tour | Second tour | Second tour |
| Candidats                | Candidats                | Partis                   | Nuance                   | Voix         | %            | Voix        | %           |
| ------------------------ | ------------------------ | ------------------------ | ------------------------ | ------------ | ------------ | ----------- | ----------- |
|                          | Emmanuelle Bell          | PS                       | UG                       | 1 467        | 44,99        | 1 674       | 51,21       |
|                          | Pierre-François Lejeune  | PS                       | UG                       | 1 467        | 44,99        | 1 674       | 51,21       |
|                          | Frédérik Lequilbec       | LR                       | LR                       | 1 138        | 34,90        | 1 595       | 48,79       |
|                          | Camille Margueritte      | LR                       | LR                       | 1 138        | 34,90        | 1 595       | 48,79       |
|                          | Serge Delvin             | RN                       | RN                       | 379          | 11,62        |             |             |
|                          | Denise Lefréteur         | RN                       | RN                       | 379          | 11,62        |             |             |
|                          | Nicolas Calluaud         | UDI                      | DVD                      | 277          | 8,49         |             |             |
|                          | Josette Ponthou          | DVD                      | DVD                      | 277          | 8,49         |             |             |
|                          |                          |                          |                          |              |              |             |             |
| Suffrages exprimés       | Suffrages exprimés       | Suffrages exprimés       | Suffrages exprimés       | 3 261        | 95,24        | 3 269       | 93,86       |
| Votes blancs             | Votes blancs             | Votes blancs             | Votes blancs             | 115          | 3,36         | 136         | 3,90        |
| Votes nuls               | Votes nuls               | Votes nuls               | Votes nuls               | 48           | 1,40         | 78          | 2,24        |
| Total                    | Total                    | Total                    | Total                    | 3 424        | 100          | 3 483       | 100         |
| Abstention               | Abstention               | Abstention               | Abstention               | 7 877        | 69,7         | 7 824       | 69,20       |
| Inscrits / participation | Inscrits / participation | Inscrits / participation | Inscrits / participation | 11 301       | 30,3         | 11 307      | 30,80       |

### Canton de Cherbourg-en-Cotentin-2
| Candidats                | Candidats                | Partis                   | Nuance                   | Premier tour | Premier tour | Second tour | Second tour |
| Candidats                | Candidats                | Partis                   | Nuance                   | Voix         | %            | Voix        | %           |
| ------------------------ | ------------------------ | ------------------------ | ------------------------ | ------------ | ------------ | ----------- | ----------- |
|                          | Karine Duval             | PS                       | DVG                      | 1 243        | 54,26        | 1 435       | 62,01       |
|                          | Thierry Letouzé          | PS                       | DVG                      | 1 243        | 54,26        | 1 435       | 62,01       |
|                          | Laurence Bohec           | LR                       | DVC                      | 612          | 26,71        | 879         | 37,99       |
|                          | Stéphane Ponthot         | LR                       | DVC                      | 612          | 26,71        | 879         | 37,99       |
|                          | Luc Gagnaire             | RN                       | RN                       | 436          | 19,03        |             |             |
|                          | Amelia Ribeiro-Silva     | RN                       | RN                       | 436          | 19,03        |             |             |
|                          |                          |                          |                          |              |              |             |             |
| Suffrages exprimés       | Suffrages exprimés       | Suffrages exprimés       | Suffrages exprimés       | 2 291        | 95,14        | 2 314       | 92,04       |
| Votes blancs             | Votes blancs             | Votes blancs             | Votes blancs             | 80           | 3,32         | 124         | 4,93        |
| Votes nuls               | Votes nuls               | Votes nuls               | Votes nuls               | 37           | 1,54         | 76          | 3,02        |
| Total                    | Total                    | Total                    | Total                    | 2 408        | 100          | 2 514       | 100         |
| Abstention               | Abstention               | Abstention               | Abstention               | 8 030        | 76,93        | 7 929       | 75,93       |
| Inscrits / participation | Inscrits / participation | Inscrits / participation | Inscrits / participation | 10 438       | 23,07        | 10 443      | 24,07       |

### Canton de Cherbourg-en-Cotentin-3
| Candidats                | Candidats                | Partis                   | Nuance                   | Premier tour | Premier tour | Second tour | Second tour |
| Candidats                | Candidats                | Partis                   | Nuance                   | Voix         | %            | Voix        | %           |
| ------------------------ | ------------------------ | ------------------------ | ------------------------ | ------------ | ------------ | ----------- | ----------- |
|                          | Isabelle Fontaine        | LR                       | DVC                      | 731          | 22,07        | 1 590       | 52,63       |
|                          | Axel Fortin Lariviere    | DVC                      | DVC                      | 731          | 22,07        | 1 590       | 52,63       |
|                          | Valérie Isoird           | PS                       | UGE                      | 614          | 18,54        | 1 431       | 47,37       |
|                          | Philippe Rousselet       | EÉLV                     | UGE                      | 614          | 18,54        | 1 431       | 47,37       |
|                          | Nicolas Adeline          | RN                       | RN                       | 584          | 17,63        |             |             |
|                          | Aline Durand             | RN                       | RN                       | 584          | 17,63        |             |             |
|                          | Marie-Odile Féret        | DVG                      | DVG                      | 561          | 16,94        |             |             |
|                          | Franck Tison             | DVG                      | DVG                      | 561          | 16,94        |             |             |
|                          | Stéphane Barbé           | DVG                      | DVG                      | 531          | 16,03        |             |             |
|                          | Ingrid Desrues           | DVG                      | DVG                      | 531          | 16,03        |             |             |
|                          | Yassin Ait-Kassi         | PS                       | DVG                      | 291          | 8,79         |             |             |
|                          | Valérie Varenne          | PCF                      | DVG                      | 291          | 8,79         |             |             |
|                          |                          |                          |                          |              |              |             |             |
| Suffrages exprimés       | Suffrages exprimés       | Suffrages exprimés       | Suffrages exprimés       | 3 312        | 95,64        | 3 021       | 89,80       |
| Votes blancs             | Votes blancs             | Votes blancs             | Votes blancs             | 103          | 2,97         | 231         | 6,87        |
| Votes nuls               | Votes nuls               | Votes nuls               | Votes nuls               | 48           | 1,39         | 112         | 3,33        |
| Total                    | Total                    | Total                    | Total                    | 11 957       | 100          | 11 963      | 100         |
| Abstention               | Abstention               | Abstention               | Abstention               | 8 494        | 71,04        | 8 599       | 71,88       |
| Inscrits / participation | Inscrits / participation | Inscrits / participation | Inscrits / participation | 3 463        | 28,96        | 3 364       | 28,12       |

### Canton de Cherbourg-en-Cotentin-4
| Candidats                | Candidats                | Partis                   | Nuance                   | Premier tour | Premier tour | Second tour | Second tour |
| Candidats                | Candidats                | Partis                   | Nuance                   | Voix         | %            | Voix        | %           |
| ------------------------ | ------------------------ | ------------------------ | ------------------------ | ------------ | ------------ | ----------- | ----------- |
|                          | Dominique Hebert         | PS                       | SOC                      | 1 758        | 53,76        | 2 232       | 71,98       |
|                          | Odile Lefaix-Veron       | PS                       | SOC                      | 1 758        | 53,76        | 2 232       | 71,98       |
|                          | Jacques Pezet            | LR                       | DVC                      | 610          | 18,55        | 869         | 28,02       |
|                          | Sandrine Tarin           | LR                       | DVC                      | 610          | 18,55        | 869         | 28,02       |
|                          | Christian Dorey          | RN                       | RN                       | 490          | 14,98        |             |             |
|                          | Colette Lamoureux        | RN                       | RN                       | 490          | 14,98        |             |             |
|                          | Michel Melet             | PCF                      | DVG                      | 412          | 12,6         |             |             |
|                          | Emma Salley              | LFI                      | DVG                      | 412          | 12,6         |             |             |
|                          |                          |                          |                          |              |              |             |             |
| Suffrages exprimés       | Suffrages exprimés       | Suffrages exprimés       | Suffrages exprimés       | 3 270        | 96,6         | 3 101       | 92,62       |
| Votes blancs             | Votes blancs             | Votes blancs             | Votes blancs             | 83           | 2,45         | 155         | 4,63        |
| Votes nuls               | Votes nuls               | Votes nuls               | Votes nuls               | 32           | 0,95         | 92          | 2,75        |
| Total                    | Total                    | Total                    | Total                    | 12 679       | 100          | 12 684      | 100         |
| Abstention               | Abstention               | Abstention               | Abstention               | 9 294        | 73,30        | 9 336       | 73,60       |
| Inscrits / participation | Inscrits / participation | Inscrits / participation | Inscrits / participation | 3 385        | 26,70        | 3 348       | 26,40       |

### Canton de Cherbourg-en-Cotentin-5
| Candidats                | Candidats                | Partis                   | Nuance                   | Premier tour | Premier tour | Second tour | Second tour |
| Candidats                | Candidats                | Partis                   | Nuance                   | Voix         | %            | Voix        | %           |
| ------------------------ | ------------------------ | ------------------------ | ------------------------ | ------------ | ------------ | ----------- | ----------- |
|                          | Stéphanie Coupé          | DVG                      | DVG                      | 1 525        | 37,34        | 2 247       | 56,56       |
|                          | Gilles Lelong            | PS                       | DVG                      | 1 525        | 37,34        | 2 247       | 56,56       |
|                          | Philippe Coutanceau      | LR                       | DVC                      | 1 230        | 30,12        | 1 726       | 43,44       |
|                          | Karine Hébert            | LR                       | DVC                      | 1 230        | 30,12        | 1 726       | 43,44       |
|                          | Doriane Flamand          | RN                       | RN                       | 761          | 18,63        |             |             |
|                          | Jack Renet               | RN                       | RN                       | 761          | 18,63        |             |             |
|                          | Bertrand Hulin           | PCF                      | COM                      | 568          | 13,91        |             |             |
|                          | Nadège Plaineau          | PCF                      | COM                      | 568          | 13,91        |             |             |
|                          |                          |                          |                          |              |              |             |             |
| Suffrages exprimés       | Suffrages exprimés       | Suffrages exprimés       | Suffrages exprimés       | 4 084        | 95,85        | 3 973       | 92,50       |
| Votes blancs             | Votes blancs             | Votes blancs             | Votes blancs             | 113          | 2,65         | 215         | 5,01        |
| Votes nuls               | Votes nuls               | Votes nuls               | Votes nuls               | 64           | 1,50         | 107         | 2,49        |
| Total                    | Total                    | Total                    | Total                    | 15 095       | 100          | 15 098      | 100         |
| Abstention               | Abstention               | Abstention               | Abstention               | 10 834       | 71,77        | 10 803      | 71,55       |
| Inscrits / participation | Inscrits / participation | Inscrits / participation | Inscrits / participation | 4 261        | 28,23        | 4 295       | 28,45       |

### Canton de Condé-sur-Vire
| Candidats                | Candidats                | Partis                   | Nuance                   | Premier tour | Premier tour | Second tour | Second tour |
| Candidats                | Candidats                | Partis                   | Nuance                   | Voix         | %            | Voix        | %           |
| ------------------------ | ------------------------ | ------------------------ | ------------------------ | ------------ | ------------ | ----------- | ----------- |
|                          | Michel de Beaucoudrey    | DVD                      | DVD                      | 1 652        | 36,51        | 2 366       | 52,48       |
|                          | Marie-Pierre Fauvel      | DVD                      | DVD                      | 1 652        | 36,51        | 2 366       | 52,48       |
|                          | Mickaël Grandin          | DVC                      | DVC                      | 1 488        | 32,88        | 2 142       | 47,52       |
|                          | Annick Lenesley          | DVC                      | DVC                      | 1 488        | 32,88        | 2 142       | 47,52       |
|                          | Mélanie Lebouteiller     | DVG                      | DVG                      | 787          | 17,39        |             |             |
|                          | Cyril Paniel             | MoDem                    | DVG                      | 787          | 17,39        |             |             |
|                          | Rachel Bazin             | RN                       | RN                       | 598          | 13,22        |             |             |
|                          | David Lesaulnier         | RN                       | RN                       | 598          | 13,22        |             |             |
|                          |                          |                          |                          |              |              |             |             |
| Suffrages exprimés       | Suffrages exprimés       | Suffrages exprimés       | Suffrages exprimés       | 4 525        | 95,24        | 4 508       | 92,23       |
| Votes blancs             | Votes blancs             | Votes blancs             | Votes blancs             | 169          | 3,56         | 273         | 5,59        |
| Votes nuls               | Votes nuls               | Votes nuls               | Votes nuls               | 57           | 1,20         | 107         | 2,19        |
| Total                    | Total                    | Total                    | Total                    | 4 751        | 100          | 4 888       | 100         |
| Abstention               | Abstention               | Abstention               | Abstention               | 10 296       | 68,43        | 10 164      | 67,53       |
| Inscrits / participation | Inscrits / participation | Inscrits / participation | Inscrits / participation | 15 047       | 31,57        | 15 052      | 32,47       |

### Canton de Coutances
| Candidats                | Candidats                | Partis                   | Nuance                   | Premier tour | Premier tour | Second tour | Second tour |
| Candidats                | Candidats                | Partis                   | Nuance                   | Voix         | %            | Voix        | %           |
| ------------------------ | ------------------------ | ------------------------ | ------------------------ | ------------ | ------------ | ----------- | ----------- |
|                          | Joël Doyère              | DVC                      | DVC                      | 1 357        | 29,00        | 2 037       | 46,53       |
|                          | Anne Harel               | DVD                      | DVC                      | 1 357        | 29,00        | 2 037       | 46,53       |
|                          | Grégory Galbadon         | LREM                     | DVC                      | 1 315        | 28,10        | 2 341       | 53,47       |
|                          | Sonia Larbi              | DVC                      | DVC                      | 1 315        | 28,10        | 2 341       | 53,47       |
|                          | Marine Lecoutour         | G.s                      | UGE                      | 1 178        | 25,18        |             |             |
|                          | Alexandre Travers        | G.s                      | UGE                      | 1 178        | 25,18        |             |             |
|                          | Yannick Bodin            | RN                       | RN                       | 645          | 13,78        |             |             |
|                          | Corinne Bourgeois        | RN                       | RN                       | 645          | 13,78        |             |             |
|                          | Françoise Langoiroux     | DVD                      | DVC                      | 184          | 3,93         |             |             |
|                          | Stéphane Lavalley        | DVD                      | DVC                      | 184          | 3,93         |             |             |
|                          |                          |                          |                          |              |              |             |             |
| Suffrages exprimés       | Suffrages exprimés       | Suffrages exprimés       | Suffrages exprimés       | 4 679        | 94,60        | 4 378       | 87,81       |
| Votes blancs             | Votes blancs             | Votes blancs             | Votes blancs             | 174          | 3,52         | 463         | 9,29        |
| Votes nuls               | Votes nuls               | Votes nuls               | Votes nuls               | 93           | 1,88         | 145         | 2,91        |
| Total                    | Total                    | Total                    | Total                    | 4 946        | 100          | 4 986       | 100         |
| Abstention               | Abstention               | Abstention               | Abstention               | 8 294        | 62,64        | 8 255       | 62,34       |
| Inscrits / participation | Inscrits / participation | Inscrits / participation | Inscrits / participation | 13 240       | 37,36        | 13 241      | 37,66       |

### Canton de Créances
| Candidats                | Candidats                | Partis                   | Nuance                   | Premier tour | Premier tour | Second tour | Second tour |
| Candidats                | Candidats                | Partis                   | Nuance                   | Voix         | %            | Voix        | %           |
| ------------------------ | ------------------------ | ------------------------ | ------------------------ | ------------ | ------------ | ----------- | ----------- |
|                          | Hedwige Collette         | DVD                      | DVD                      | 2 681        | 71,11        | 2 727       | 74,10       |
|                          | Jean Morin               | DVD                      | DVD                      | 2 681        | 71,11        | 2 727       | 74,10       |
|                          | Julienne Lambin          | RN                       | RN                       | 1 089        | 28,89        | 953         | 25,90       |
|                          | Mathieu Ledormeur        | RN                       | RN                       | 1 089        | 28,89        | 953         | 25,90       |
|                          |                          |                          |                          |              |              |             |             |
| Suffrages exprimés       | Suffrages exprimés       | Suffrages exprimés       | Suffrages exprimés       | 3 770        | 90,17        | 3 680       | 91,63       |
| Votes blancs             | Votes blancs             | Votes blancs             | Votes blancs             | 307          | 7,34         | 243         | 6,05        |
| Votes nuls               | Votes nuls               | Votes nuls               | Votes nuls               | 104          | 2,49         | 93          | 2,32        |
| Total                    | Total                    | Total                    | Total                    | 4 181        | 100          | 4 016       | 100         |
| Abstention               | Abstention               | Abstention               | Abstention               | 8 972        | 68,21        | 9 137       | 69,47       |
| Inscrits / participation | Inscrits / participation | Inscrits / participation | Inscrits / participation | 13 153       | 31,79        | 13 153      | 30,53       |

### Canton de Granville
| Candidats                | Candidats                | Partis                   | Nuance                   | Premier tour | Premier tour | Second tour | Second tour |
| Candidats                | Candidats                | Partis                   | Nuance                   | Voix         | %            | Voix        | %           |
| ------------------------ | ------------------------ | ------------------------ | ------------------------ | ------------ | ------------ | ----------- | ----------- |
|                          | Nadine Boudal-Boinet     | DVC                      | DVC                      | 1 950        | 32,65        | 2 766       | 47,66       |
|                          | Jean-Marc Julienne       | UDI                      | DVC                      | 1 950        | 32,65        | 2 766       | 47,66       |
|                          | Sylvie Gâté              | DVD                      | DVD                      | 1 805        | 30,22        | 3 038       | 52,34       |
|                          | Yvan Taillebois          | DVD                      | DVD                      | 1 805        | 30,22        | 3 038       | 52,34       |
|                          | Yann Alary               | PCF                      | DVG                      | 1 407        | 23,56        |             |             |
|                          | Isabelle Ange            | DVG                      | DVG                      | 1 407        | 23,56        |             |             |
|                          | Grégory Charvéron        | RN                       | RN                       | 811          | 13,58        |             |             |
|                          | Sylvie Delanoë           | RN                       | RN                       | 811          | 13,58        |             |             |
|                          |                          |                          |                          |              |              |             |             |
| Suffrages exprimés       | Suffrages exprimés       | Suffrages exprimés       | Suffrages exprimés       | 5 973        | 95,77        | 5 804       | 89,10       |
| Votes blancs             | Votes blancs             | Votes blancs             | Votes blancs             | 178          | 2,85         | 541         | 8,31        |
| Votes nuls               | Votes nuls               | Votes nuls               | Votes nuls               | 86           | 1,38         | 169         | 2,59        |
| Total                    | Total                    | Total                    | Total                    | 6 237        | 100          | 6 514       | 100         |
| Abstention               | Abstention               | Abstention               | Abstention               | 11 317       | 64,47        | 11 043      | 62,90       |
| Inscrits / participation | Inscrits / participation | Inscrits / participation | Inscrits / participation | 17 554       | 35,53        | 17 557      | 37,10       |

### Canton de la Hague
| Candidats                | Candidats                | Partis                   | Nuance                   | Premier tour | Premier tour | Second tour | Second tour |
| Candidats                | Candidats                | Partis                   | Nuance                   | Voix         | %            | Voix        | %           |
| ------------------------ | ------------------------ | ------------------------ | ------------------------ | ------------ | ------------ | ----------- | ----------- |
|                          | Yveline Druez            | DVG                      | DVG                      | 1 750        | 44,81        | 2 048       | 48,65       |
|                          | Jean-Michel Gautier      | DVG                      | DVG                      | 1 750        | 44,81        | 2 048       | 48,65       |
|                          | Jean-Marc Frigout        | DVG                      | DVG                      | 1 639        | 41,97        | 2 162       | 51,35       |
|                          | Nathalie Madec           | DVG                      | DVG                      | 1 639        | 41,97        | 2 162       | 51,35       |
|                          | Christine Lechevrel      | RN                       | RN                       | 516          | 13,21        |             |             |
|                          | Jacky Ledormeur          | RN                       | RN                       | 516          | 13,21        |             |             |
|                          |                          |                          |                          |              |              |             |             |
| Suffrages exprimés       | Suffrages exprimés       | Suffrages exprimés       | Suffrages exprimés       | 3 905        | 94,71        | 4 210       | 93,93       |
| Votes blancs             | Votes blancs             | Votes blancs             | Votes blancs             | 173          | 4,20         | 204         | 4,55        |
| Votes nuls               | Votes nuls               | Votes nuls               | Votes nuls               | 45           | 1,09         | 68          | 1,52        |
| Total                    | Total                    | Total                    | Total                    | 12 800       | 100          | 12 804      | 100         |
| Abstention               | Abstention               | Abstention               | Abstention               | 8 677        | 67,79        | 8 332       | 65,00       |
| Inscrits / participation | Inscrits / participation | Inscrits / participation | Inscrits / participation | 4 123        | 32,21        | 4 482       | 35,00       |

### Canton d'Isigny-le-Buat
| Candidats                | Candidats                | Partis                   | Nuance                   | Premier tour | Premier tour | Second tour | Second tour |
| Candidats                | Candidats                | Partis                   | Nuance                   | Voix         | %            | Voix        | %           |
| ------------------------ | ------------------------ | ------------------------ | ------------------------ | ------------ | ------------ | ----------- | ----------- |
|                          | Franck Esnouf            | LR                       | DVD                      | 2 218        | 49,61        | 2 781       | 61,94       |
|                          | Jessie Orvain            | DVD                      | DVD                      | 2 218        | 49,61        | 2 781       | 61,94       |
|                          | Sébastien Amand          | DVD                      | DIV                      | 1 208        | 27,02        | 1 709       | 38,06       |
|                          | Stéphanie Giret          | DVD                      | DIV                      | 1 208        | 27,02        | 1 709       | 38,06       |
|                          | Monique Cherbonnel       | DVD                      | DVD                      | 554          | 12,39        |             |             |
|                          | Jean-Paul Ranchin        | DVD                      | DVD                      | 554          | 12,39        |             |             |
|                          | Pierre Daruty            | RN                       | RN                       | 491          | 10,98        |             |             |
|                          | Nadine Lenoir            | RN                       | RN                       | 491          | 10,98        |             |             |
|                          |                          |                          |                          |              |              |             |             |
| Suffrages exprimés       | Suffrages exprimés       | Suffrages exprimés       | Suffrages exprimés       | 4 471        | 92,70        | 4 490       | 91,45       |
| Votes blancs             | Votes blancs             | Votes blancs             | Votes blancs             | 221          | 4,58         | 293         | 5,97        |
| Votes nuls               | Votes nuls               | Votes nuls               | Votes nuls               | 131          | 2,72         | 127         | 2,59        |
| Total                    | Total                    | Total                    | Total                    | 4 823        | 100          | 4 910       | 100         |
| Abstention               | Abstention               | Abstention               | Abstention               | 8 895        | 64,84        | 8 811       | 64,22       |
| Inscrits / participation | Inscrits / participation | Inscrits / participation | Inscrits / participation | 13 718       | 35,16        | 13 721      | 35,78       |

### Canton du Mortainais
| Candidats                | Candidats                | Partis                   | Nuance                   | Premier tour | Premier tour | Second tour | Second tour |
| Candidats                | Candidats                | Partis                   | Nuance                   | Voix         | %            | Voix        | %           |
| ------------------------ | ------------------------ | ------------------------ | ------------------------ | ------------ | ------------ | ----------- | ----------- |
|                          | Lydie Brionne            | DVD                      | DIV                      | 2 545        | 79,63        | 2 517       | 82,20       |
|                          | Hervé Desserouer         | DVD                      | DIV                      | 2 545        | 79,63        | 2 517       | 82,20       |
|                          | Kamelia Ignatov          | RN                       | RN                       | 651          | 20,37        | 545         | 17,80       |
|                          | Rémy Lebascle            | RN                       | RN                       | 651          | 20,37        | 545         | 17,80       |
|                          |                          |                          |                          |              |              |             |             |
| Suffrages exprimés       | Suffrages exprimés       | Suffrages exprimés       | Suffrages exprimés       | 3 196        | 90,72        | 3 062       | 92,15       |
| Votes blancs             | Votes blancs             | Votes blancs             | Votes blancs             | 218          | 6,19         | 175         | 5,27        |
| Votes nuls               | Votes nuls               | Votes nuls               | Votes nuls               | 109          | 3,09         | 86          | 2,59        |
| Total                    | Total                    | Total                    | Total                    | 3 523        | 100          | 3 323       | 100         |
| Abstention               | Abstention               | Abstention               | Abstention               | 7 405        | 67,76        | 7 605       | 69,59       |
| Inscrits / participation | Inscrits / participation | Inscrits / participation | Inscrits / participation | 10 928       | 32,24        | 10 928      | 30,41       |

### Canton des Pieux
| Candidats                | Candidats                | Partis                   | Nuance                   | Premier tour | Premier tour | Second tour | Second tour |
| Candidats                | Candidats                | Partis                   | Nuance                   | Voix         | %            | Voix        | %           |
| ------------------------ | ------------------------ | ------------------------ | ------------------------ | ------------ | ------------ | ----------- | ----------- |
|                          | Frédérique Boury         | DVG                      | DVG                      | 2 316        | 45,21        | 2 942       | 58,71       |
|                          | Benoît Fidelin           | MoDem                    | DVG                      | 2 316        | 45,21        | 2 942       | 58,71       |
|                          | Sophie Caublot           | DVD                      | DIV                      | 1 813        | 35,39        | 2 069       | 41,29       |
|                          | Jacques Lepetit          | DVD                      | DIV                      | 1 813        | 35,39        | 2 069       | 41,29       |
|                          | Ghislain Couturier       | RN                       | RN                       | 994          | 19,40        |             |             |
|                          | Anaïs Osig               | RN                       | RN                       | 994          | 19,40        |             |             |
|                          |                          |                          |                          |              |              |             |             |
| Suffrages exprimés       | Suffrages exprimés       | Suffrages exprimés       | Suffrages exprimés       | 5 123        | 94,29        | 5 011       | 92,59       |
| Votes blancs             | Votes blancs             | Votes blancs             | Votes blancs             | 238          | 4,38         | 315         | 5,82        |
| Votes nuls               | Votes nuls               | Votes nuls               | Votes nuls               | 72           | 1,33         | 86          | 1,59        |
| Total                    | Total                    | Total                    | Total                    | 5 433        | 100          | 5 412       | 100         |
| Abstention               | Abstention               | Abstention               | Abstention               | 11 975       | 68,79        | 12 000      | 68,92       |
| Inscrits / participation | Inscrits / participation | Inscrits / participation | Inscrits / participation | 17 408       | 31,21        | 17 412      | 31,08       |

### Canton de Pont-Hébert
| Candidats                | Candidats                | Partis                   | Nuance                   | Premier tour | Premier tour | Second tour | Second tour |
| Candidats                | Candidats                | Partis                   | Nuance                   | Voix         | %            | Voix        | %           |
| ------------------------ | ------------------------ | ------------------------ | ------------------------ | ------------ | ------------ | ----------- | ----------- |
|                          | Jean-Claude Braud        | DVD                      | DVD                      | 2 943        | 77,24        | 2 947       | 79,33       |
|                          | Nicole Godard            | DVD                      | DVD                      | 2 943        | 77,24        | 2 947       | 79,33       |
|                          | Gérard Laisné            | RN                       | RN                       | 867          | 22,76        | 768         | 20,67       |
|                          | Vanessa Lancelot         | RN                       | RN                       | 867          | 22,76        | 768         | 20,67       |
|                          |                          |                          |                          |              |              |             |             |
| Suffrages exprimés       | Suffrages exprimés       | Suffrages exprimés       | Suffrages exprimés       | 3 810        | 92,27        | 3 715       | 93,62       |
| Votes blancs             | Votes blancs             | Votes blancs             | Votes blancs             | 242          | 5,86         | 206         | 5,19        |
| Votes nuls               | Votes nuls               | Votes nuls               | Votes nuls               | 77           | 1,86         | 47          | 1,18        |
| Total                    | Total                    | Total                    | Total                    | 4 129        | 100          | 3 968       | 100         |
| Abstention               | Abstention               | Abstention               | Abstention               | 7 965        | 65,86        | 8 124       | 67,18       |
| Inscrits / participation | Inscrits / participation | Inscrits / participation | Inscrits / participation | 12 094       | 34,14        | 12 092      | 32,82       |

### Canton de Pontorson
| Candidats                | Candidats                | Partis                   | Nuance                   | Premier tour | Premier tour | Second tour | Second tour |
| Candidats                | Candidats                | Partis                   | Nuance                   | Voix         | %            | Voix        | %           |
| ------------------------ | ------------------------ | ------------------------ | ------------------------ | ------------ | ------------ | ----------- | ----------- |
|                          | André Denot              | DVD                      | DVD                      | 2 285        | 56,74        | 2 661       | 72,19       |
|                          | Valérie Nouvel           | DVD                      | DVD                      | 2 285        | 56,74        | 2 661       | 72,19       |
|                          | Élise Husson             | PCF                      | COM                      | 875          | 21,73        | 1 025       | 27,81       |
|                          | Erwan Saladin            | PCF                      | COM                      | 875          | 21,73        | 1 025       | 27,81       |
|                          | Denis Flamand            | RN                       | RN                       | 867          | 21,53        |             |             |
|                          | Marie-Françoise Kurdziel | RN                       | RN                       | 867          | 21,53        |             |             |
|                          |                          |                          |                          |              |              |             |             |
| Suffrages exprimés       | Suffrages exprimés       | Suffrages exprimés       | Suffrages exprimés       | 4 027        | 94,02        | 3 686       | 90,50       |
| Votes blancs             | Votes blancs             | Votes blancs             | Votes blancs             | 180          | 4,20         | 253         | 6,21        |
| Votes nuls               | Votes nuls               | Votes nuls               | Votes nuls               | 76           | 1,77         | 134         | 3,29        |
| Total                    | Total                    | Total                    | Total                    | 4 283        | 100          | 4 073       | 100         |
| Abstention               | Abstention               | Abstention               | Abstention               | 9 021        | 67,81        | 9 232       | 69,39       |
| Inscrits / participation | Inscrits / participation | Inscrits / participation | Inscrits / participation | 13 304       | 32,19        | 13 305      | 30,61       |

### Canton de Quettreville-sur-Sienne
| Candidats                | Candidats                | Partis                   | Nuance                   | Premier tour | Premier tour | Second tour | Second tour |
| Candidats                | Candidats                | Partis                   | Nuance                   | Voix         | %            | Voix        | %           |
| ------------------------ | ------------------------ | ------------------------ | ------------------------ | ------------ | ------------ | ----------- | ----------- |
|                          | Hervé Agnès              | DVD                      | DIV                      | 1 325        | 26,78        | 2 717       | 58,58       |
|                          | Dany Ledoux              | DVD                      | DIV                      | 1 325        | 26,78        | 2 717       | 58,58       |
|                          | Maryse Hédouin           | DVC                      | DVC                      | 1 145        | 23,15        | 1 921       | 41,42       |
|                          | Jean-Claude Heurtaux     | DVD                      | DVC                      | 1 145        | 23,15        | 1 921       | 41,42       |
|                          | Jean-René Binet          | LR                       | DVD                      | 958          | 19,37        |             |             |
|                          | Rozenn Oursin            | DVD                      | DVD                      | 958          | 19,37        |             |             |
|                          | Bastien Bour             | RN                       | RN                       | 847          | 17,12        |             |             |
|                          | Carmen Masson            | RN                       | RN                       | 847          | 17,12        |             |             |
|                          | Aliette Cadic-Palerm     | DVG                      | DVG                      | 672          | 13,58        |             |             |
|                          | Philippe Clément         | LFI                      | DVG                      | 672          | 13,58        |             |             |
|                          |                          |                          |                          |              |              |             |             |
| Suffrages exprimés       | Suffrages exprimés       | Suffrages exprimés       | Suffrages exprimés       | 4 947        | 94,55        | 4 638       | 90,15       |
| Votes blancs             | Votes blancs             | Votes blancs             | Votes blancs             | 197          | 3,77         | 373         | 7,25        |
| Votes nuls               | Votes nuls               | Votes nuls               | Votes nuls               | 88           | 1,68         | 134         | 2,60        |
| Total                    | Total                    | Total                    | Total                    | 5 232        | 100          | 5 145       | 100         |
| Abstention               | Abstention               | Abstention               | Abstention               | 8 509        | 61,92        | 8 597       | 62,56       |
| Inscrits / participation | Inscrits / participation | Inscrits / participation | Inscrits / participation | 13 741       | 38,08        | 13 742      | 37,44       |

### Canton de Saint-Hilaire-du-Harcouët
| Candidats                | Candidats                | Partis                   | Nuance                   | Premier tour | Premier tour | Second tour | Second tour |
| Candidats                | Candidats                | Partis                   | Nuance                   | Voix         | %            | Voix        | %           |
| ------------------------ | ------------------------ | ------------------------ | ------------------------ | ------------ | ------------ | ----------- | ----------- |
|                          | Jacky Bouvet             | DVD                      | DVD                      | 2 356        | 49,53        | 2 650       | 53,22       |
|                          | Carine Grasset-Mahieu    | LR                       | DVD                      | 2 356        | 49,53        | 2 650       | 53,22       |
|                          | Marylène Evrard          | DVD                      | DVC                      | 1 853        | 38,95        | 2 329       | 46,78       |
|                          | Bertrand Heudes          | DVC                      | DVC                      | 1 853        | 38,95        | 2 329       | 46,78       |
|                          | Carène Bougon            | RN                       | RN                       | 548          | 11,52        |             |             |
|                          | Gilbert Halebian         | RN                       | RN                       | 548          | 11,52        |             |             |
|                          |                          |                          |                          |              |              |             |             |
| Suffrages exprimés       | Suffrages exprimés       | Suffrages exprimés       | Suffrages exprimés       | 4 757        | 94,18        | 4 979       | 94,03       |
| Votes blancs             | Votes blancs             | Votes blancs             | Votes blancs             | 195          | 3,86         | 195         | 3,68        |
| Votes nuls               | Votes nuls               | Votes nuls               | Votes nuls               | 99           | 1,96         | 121         | 2,29        |
| Total                    | Total                    | Total                    | Total                    | 5 051        | 100          | 5 295       | 100         |
| Abstention               | Abstention               | Abstention               | Abstention               | 9 340        | 64,90        | 9 105       | 63,23       |
| Inscrits / participation | Inscrits / participation | Inscrits / participation | Inscrits / participation | 14 391       | 35,10        | 14 400      | 36,77       |

### Canton de Saint-Lô-1
| Candidats                | Candidats                | Partis                   | Nuance                   | Premier tour | Premier tour | Second tour | Second tour |
| Candidats                | Candidats                | Partis                   | Nuance                   | Voix         | %            | Voix        | %           |
| ------------------------ | ------------------------ | ------------------------ | ------------------------ | ------------ | ------------ | ----------- | ----------- |
|                          | Philippe Gosselin        | LR                       | DVD                      | 2 610        | 57,17        | 2 998       | 66,36       |
|                          | Adèle Hommet             | DVD                      | DVD                      | 2 610        | 57,17        | 2 998       | 66,36       |
|                          | Amélie Durand            | DVG                      | UGE                      | 1 384        | 30,32        | 1 520       | 33,64       |
|                          | Alain Vilquin            | EÉLV                     | UGE                      | 1 384        | 30,32        | 1 520       | 33,64       |
|                          | Alain Lamoureux          | RN                       | RN                       | 571          | 12,51        |             |             |
|                          | Odile Renault            | RN                       | RN                       | 571          | 12,51        |             |             |
|                          |                          |                          |                          |              |              |             |             |
| Suffrages exprimés       | Suffrages exprimés       | Suffrages exprimés       | Suffrages exprimés       | 4 565        | 95,64        | 4 518       | 94,78       |
| Votes blancs             | Votes blancs             | Votes blancs             | Votes blancs             | 139          | 2,91         | 172         | 3,61        |
| Votes nuls               | Votes nuls               | Votes nuls               | Votes nuls               | 69           | 1,45         | 77          | 1,62        |
| Total                    | Total                    | Total                    | Total                    | 4 773        | 100          | 4 767       | 100         |
| Abstention               | Abstention               | Abstention               | Abstention               | 9 648        | 66,90        | 9 651       | 66,94       |
| Inscrits / participation | Inscrits / participation | Inscrits / participation | Inscrits / participation | 14 421       | 33,10        | 14 418      | 33,06       |

### Canton de Saint-Lô-2
| Candidats                | Candidats                | Partis                   | Nuance                   | Premier tour | Premier tour | Second tour | Second tour |
| Candidats                | Candidats                | Partis                   | Nuance                   | Voix         | %            | Voix        | %           |
| ------------------------ | ------------------------ | ------------------------ | ------------------------ | ------------ | ------------ | ----------- | ----------- |
|                          | Brigitte Boisgerault     | DVD                      | DVC                      | 2 358        | 52,83        | 2 873       | 65,12       |
|                          | Matthieu Lebrun          | DVC                      | DVC                      | 2 358        | 52,83        | 2 873       | 65,12       |
|                          | Corinne Barbet           | DVG                      | DVG                      | 1 246        | 27,92        | 1 539       | 34,88       |
|                          | Jacky Rihouey            | PCF                      | DVG                      | 1 246        | 27,92        | 1 539       | 34,88       |
|                          | Isabelle Lelievre        | RN                       | RN                       | 859          | 19,25        |             |             |
|                          | Patrick Morel            | RN                       | RN                       | 859          | 19,25        |             |             |
|                          |                          |                          |                          |              |              |             |             |
| Suffrages exprimés       | Suffrages exprimés       | Suffrages exprimés       | Suffrages exprimés       | 4 463        | 93,96        | 4 412       | 91,31       |
| Votes blancs             | Votes blancs             | Votes blancs             | Votes blancs             | 202          | 4,25         | 275         | 5,69        |
| Votes nuls               | Votes nuls               | Votes nuls               | Votes nuls               | 85           | 1,79         | 145         | 3,00        |
| Total                    | Total                    | Total                    | Total                    | 4 750        | 100          | 4 832       | 100         |
| Abstention               | Abstention               | Abstention               | Abstention               | 10 939       | 69,72        | 10 854      | 69,20       |
| Inscrits / participation | Inscrits / participation | Inscrits / participation | Inscrits / participation | 15 689       | 30,28        | 15 686      | 30,80       |

### Canton de Valognes
| Candidats                | Candidats                | Partis                   | Nuance                   | Premier tour | Premier tour | Second tour | Second tour |
| Candidats                | Candidats                | Partis                   | Nuance                   | Voix         | %            | Voix        | %           |
| ------------------------ | ------------------------ | ------------------------ | ------------------------ | ------------ | ------------ | ----------- | ----------- |
|                          | Christèle Castelein      | DVD                      | DVD                      | 3 752        | 78,96        | 3 642       | 79,80       |
|                          | Jacques Coquelin         | DVD                      | DVD                      | 3 752        | 78,96        | 3 642       | 79,80       |
|                          | Élisa Delarocque         | RN                       | RN                       | 1 000        | 21,04        | 922         | 20,20       |
|                          | Bernard Perrouault       | RN                       | RN                       | 1 000        | 21,04        | 922         | 20,20       |
|                          |                          |                          |                          |              |              |             |             |
| Suffrages exprimés       | Suffrages exprimés       | Suffrages exprimés       | Suffrages exprimés       | 4 752        | 90,48        | 4 564       | 90,83       |
| Votes blancs             | Votes blancs             | Votes blancs             | Votes blancs             | 335          | 6,38         | 332         | 6,61        |
| Votes nuls               | Votes nuls               | Votes nuls               | Votes nuls               | 165          | 3,14         | 129         | 2,57        |
| Total                    | Total                    | Total                    | Total                    | 5 252        | 100          | 5 025       | 100         |
| Abstention               | Abstention               | Abstention               | Abstention               | 10 817       | 67,32        | 11 044      | 68,73       |
| Inscrits / participation | Inscrits / participation | Inscrits / participation | Inscrits / participation | 16 069       | 32,68        | 16 069      | 31,27       |

### Canton du Val-de-Saire
| Candidats                | Candidats                | Partis                   | Nuance                   | Premier tour | Premier tour | Second tour | Second tour |
| Candidats                | Candidats                | Partis                   | Nuance                   | Voix         | %            | Voix        | %           |
| ------------------------ | ------------------------ | ------------------------ | ------------------------ | ------------ | ------------ | ----------- | ----------- |
|                          | Daniel Denis             | DVC                      | DVC                      | 1 385        | 28,50        | 2 576       | 55,79       |
|                          | Brigitte Léger-Lepaysant | DVC                      | DVC                      | 1 385        | 28,50        | 2 576       | 55,79       |
|                          | Yves Asseline            | UDI                      | DVC                      | 1 174        | 24,16        | 2 041       | 44,21       |
|                          | Alexandrina Le Guillou   | UDI                      | DVC                      | 1 174        | 24,16        | 2 041       | 44,21       |
|                          | Yann Lepetit             | DVD                      | DVD                      | 870          | 17,90        |             |             |
|                          | Valérie Montrieul        | DVD                      | DVD                      | 870          | 17,90        |             |             |
|                          | Guillaume Marchand       | DVG                      | DVG                      | 771          | 15,87        |             |             |
|                          | Françoise Medernach      | PS                       | DVG                      | 771          | 15,87        |             |             |
|                          | Olympe Pelletier         | RN                       | RN                       | 659          | 13,56        |             |             |
|                          | Jean-Pierre Rodier       | RN                       | RN                       | 659          | 13,56        |             |             |
|                          |                          |                          |                          |              |              |             |             |
| Suffrages exprimés       | Suffrages exprimés       | Suffrages exprimés       | Suffrages exprimés       | 4 859        | 96,12        | 4 617       | 91,23       |
| Votes blancs             | Votes blancs             | Votes blancs             | Votes blancs             | 135          | 2,67         | 326         | 6,44        |
| Votes nuls               | Votes nuls               | Votes nuls               | Votes nuls               | 61           | 1,21         | 118         | 2,33        |
| Total                    | Total                    | Total                    | Total                    | 5 055        | 100          | 5 061       | 100         |
| Abstention               | Abstention               | Abstention               | Abstention               | 9 264        | 64,70        | 9 261       | 64,66       |
| Inscrits / participation | Inscrits / participation | Inscrits / participation | Inscrits / participation | 14 319       | 35,30        | 14 322      | 35,34       |

### Canton de Villedieu-les-Poêles-Rouffigny
| Candidats                | Candidats                | Partis                   | Nuance                   | Premier tour | Premier tour | Second tour | Second tour |
| Candidats                | Candidats                | Partis                   | Nuance                   | Voix         | %            | Voix        | %           |
| ------------------------ | ------------------------ | ------------------------ | ------------------------ | ------------ | ------------ | ----------- | ----------- |
|                          | Philippe Bas             | LR                       | DVD                      | 2 395        | 66,33        | 2 721       | 77,32       |
|                          | Martine Lemoine          | DVD                      | DVD                      | 2 395        | 66,33        | 2 721       | 77,32       |
|                          | Émile Constant           | DVG                      | DVG                      | 676          | 18,72        | 798         | 22,68       |
|                          | France Polette           | DVG                      | DVG                      | 676          | 18,72        | 798         | 22,68       |
|                          | Jean-Michel Haye         | RN                       | RN                       | 540          | 14,95        |             |             |
|                          | Valérie Louvet           | RN                       | RN                       | 540          | 14,95        |             |             |
|                          |                          |                          |                          |              |              |             |             |
| Suffrages exprimés       | Suffrages exprimés       | Suffrages exprimés       | Suffrages exprimés       | 3 611        | 94,98        | 3 519       | 94,22       |
| Votes blancs             | Votes blancs             | Votes blancs             | Votes blancs             | 119          | 3,13         | 147         | 3,94        |
| Votes nuls               | Votes nuls               | Votes nuls               | Votes nuls               | 72           | 1,89         | 69          | 1,85        |
| Total                    | Total                    | Total                    | Total                    | 3 802        | 100          | 3 735       | 100         |
| Abstention               | Abstention               | Abstention               | Abstention               | 7 650        | 66,80        | 7 718       | 67,39       |
| Inscrits / participation | Inscrits / participation | Inscrits / participation | Inscrits / participation | 11 452       | 33,20        | 11 453      | 32,61       |